# Remer (Minnesota)
Remer – miasto w Stanach Zjednoczonych, w stanie Minnesota, w hrabstwie Cass.